# Michał Gedeon Radziwiłł
Michał Gedeon Hieronim Radziwiłł, född 24 september 1778 i Warszawa, död där 24 maj 1850, var en polsk adelsman av ätten Radziwiłł.
Radziwiłł deltog i krigen under Tadeusz Kościuszko och Napoleon I samt i polska resningen 1831, kom i rysk fångenskap och bosatte sig sedan i Dresden.